# Auro Sónico
José Mauricio Saavedra (Cali, Colombia, 21 de febrero de 1972) conocido por su nombre artístico Auro Sónico. Es un cantautor, productor, escritor y actor colombiano radicado en República Dominicana. Es conocido por ser el creador y vocalista de la banda de Rock Dominicano Auro & Clemt con la que obtuvo numerosos éxitos y reconocimientos en el país, ganando en 2006 el premio a Mejor Grupo de Rock en los Premios Casandra. Trabajo en la radio y se desempeñó como Director Creativo de Zulú Radio, primera emisora de música indie de República Dominicana, promoviendo el arte local alternando con su agrupaciones musicales, Los Violetas y Auro & Clemt. En noviembre de 2016 Auro lanzó el álbum Disco Lágrima,  su primera producción como solista. En 2024 presenta un nuevo trabajo Gris a Color, logrando colocar varios sencillos en top 10 de estaciones de radio, el video de Se Crear ganador en Video Clips Awards y nominado a los premios Soberano. 

## Biografía

### 1993-1999: Primeros años e inicios de su carrera
Nació el 21 de febrero de 1972 en Cali, Colombia. Sus inicios en la música empezaron hace más de 20 años mientras cursaba sus estudios de publicidad en Manizales, Colombia, cuando decidió ponerle música a sus poesías. Sus primeras agrupaciones fueron “La Porción” y “Huevos en la caja”. Al retorno a su ciudad natal Cali, formó Subsónica, un grupo ultra vanguardista de post punk, que creció como espuma, por la temática espiritual extraterrestre, con una puesta en escena estridente donde la banda derrochaba arte y vanguardia. Poco a poco el grupo lograba reconocimiento y seguidores, tocando en Cali, Bogotá, Pereira, Manizales, Popayán entre otras ciudades, logrando gran reconocimiento y fueron finalistas del concurso de Sony Música a nivel nacional, junto a la hoy reconocida banda Superlitio. Grabaron su único álbum en 1997 llamado "Contacto". Con la sorpresiva disolución de Subsónica en 1999, Auro se une a Alejandro Lozano (Superlitio), Fernando Arzayus (LMP) y Fabio Rosales para formar una Banda de Punk llamada Bizarro.

### 2000-2009:Auro & Clemt
En el año 2000 se traslada a República Dominicana, en poco tiempo empezó a conseguir músicos para hacer una banda, para finales de ese año empezaba a arreglar sus canciones con Boly Lingo y Jonny Kmaleonic, pero fue en 2001 que con el uruguayo Fernando Larrama en el bajo definieron la formación de lo que se convertiría en Auro & Clemt (cielo, lunas, estrellas, música total) siguiendo en la línea espiritual y universal nacida en Subsónica.
Desde la primera aparición la banda creó controversia, por su imagen, su temática y su puesta en escena, logrando adeptos y detractores. En el 2003 La Viuda Negra Records los firma para producir "Llamado Violeta", disco que logró más de 7000 copias vendidas y 2 número uno en el país. Sus canciones son parte esencial del Rock Dominicano. En 2004 incluyen synths en la banda a cargo de José Brea y hacen su 2.ª producción "Estelar", de corte muy dance y pop. La popularidad de la banda los llevó a todos los escenarios del país y las nominaciones a premios no se hicieron esperar. En 2006 ganan el premio como mejor grupo rock en la gala de los Premios Casandra y logran varios gigs en Nueva York. En 2008 lanzan "Amaryyosol", un álbum donde se conjuga toda la versatilidad de la banda, se hace el video de La Fila del Cine con el reconocido Tabaré Blanchard y vuelven las nominaciones. A finales de 2009 la agrupación toma un receso que se dilata por años.

### 2009-2013: También Yo! y Los Violetas
Mientras tanto Auro forma También Yo! Otra de las disertaciones punk de Auro, que tuvo buena acogida en los amantes de géneros más pesados con su EP llamado "Soez". Alternadamente crea Los Violetas un trío de Dream Pop, que en 2010 lanza su EP titulado “Areir” Logrando número uno en emisoras locales y el despertar de las agrupaciones indie del país con formatos diferentes a una banda tradicional. Con Los Violetas son invitados a Colombia a tocar en el Festival Cucunubá Pop y en La Hamburguesería de Bogotá. En 2012 graban su segundo EP “Dulces Sonidos Cósmicos Ultravioletas” el cual tuvo muy poca difusión.
En 2013 en un nuevo intento de rehacer Auro & Clemt, Auro escribe nuevos temas de un corte más oscuro, lanzan el sencillo “La Soledad” de gran aceptación y empiezan a tocar logrando elevar el público. Por diferentes motivos la agrupación no tiene la misma solidez interna y queda en pasividad.

### 2014-presente: Auro Sónico, Disco Lágrima
Motivado por Fernando Larrama, este le propone hacer su proyecto titulado Auro Sónico, y comienza la intensa creatividad y preproducción de un nuevo álbum como solista llamado Disco Lágrima.
La nueva propuesta de Auro Sónico viene con un sonidos bailables de pop, rock, dance, funk y disco, con el tentativo nombre de “Disco Lágrima” cuya puesta en escena alternara con todos los éxitos de su discografía.Auro nuevamente se reinventa y pone en manos de sus seguidores un álbum compuesto por 10 temas, grabados en vivo en los estudios Terranota Producciones por el galardonado Allan Leschhorn. De este álbum se desprende el sencillo "Lá Música" que fue lanzado el 26 de agosto de 2015 con un videoclip grabado en el Festival "Isle Of Light" creando buena aceptación del público. El 3 de noviembre de 2016 Auro presenta su primer álbum como solista.
En este nuevo trabajo musical, Auro hace un viaje a través del desamor, pero con un ritmo que invita a bailar. “Nada es tan duro como se piensa. Las experiencias deben ser recordadas para descubrirse y subir en el aprendizaje, así es la vida, lo que se debe hacer es bailársela, verla como la oportunidad, y al bailar tu ser armoniza con todo de nuevo”, ha dicho a Listín Diario en una entrevista al tratar de explicar la mezcla de letras y las melodías de su noveno disco.

## Discografía
| Álbumes de estudio Solista: - 2023: "Gris a Color" - 2016: "Disco Lágrima" Con Bandas: - 1997: "Contacto" con Subsónica - 1999: "Bizarro" con Bizarro - 2003: "Llamado Violeta" con Auro & Clemt - 2005: "Estelar" con Auro & Clemt - 2008: "Amaryyosol" con Auro & Clemt EP - 2009: "Soez" con También Yo! - 2010: "Areir" con Los Violetas - 2013: "Dulces Sonidos Cósmicos Ultravioletas" con Los Violetas |

## Filmografía
- Canta y no llores (2024)
- El país de las últimas cosas (2020)
- La extraña (2014)
- Al sur de la inocencia (2014)